# Lars Harms (Squashspieler)
Lars Harms (* 13. September 1977 in Basel) ist ein ehemaliger Schweizer Squashspieler, der auch die deutsche Staatsbürgerschaft besitzt.

## Karriere
Lars Harms spielte von 2000 bis 2005 auf der PSA World Tour. Er gewann auf dieser zwei Turniere und stand in drei weiteren Finals. Seine höchste Platzierung in der Weltrangliste erreichte er mit Rang 41 im September 2002. Er wurde 1996 sowie von 2000 bis 2005 Schweizer Meister. Da Harms auch die deutsche Staatsbürgerschaft besitzt, war er auch bei deutschen Meisterschaften spielberechtigt. So wurde er 2001 und 2003 deutscher Meister.
Harms war zehn Jahre lang Mitglied und auch Kapitän der Schweizer Nationalmannschaft, mit der er an zahlreichen Europa- und Weltmeisterschaften teilnahm. Bei Weltmeisterschaften stand er 1995, 1997, 1999 und 2003 im Schweizer Kader. Im Einzel stand er 2002 und 2003 im Hauptfeld der Weltmeisterschaft. Beide Male schied er in der ersten Runde aus. Aufgrund eines Burnouts beendete er im Jahr darauf im Mai seine Karriere.
Im Jahr 2004 hatte er seinen Lebensmittelpunkt nach London verlegte, wo er im Anschluss an seine Profikarriere eine Firma in der Fitness- und Gesundheitsbranche gründete und von 2005 bis 2007 betrieb. In dieser Zeit war er unter anderem als Gesundheitsberater von Claudia Schiffer angestellt. Es folgten weitere Tätigkeiten in dieser Branche, zunächst ebenfalls in London und seit 2012 in der Schweiz.

## Erfolge
- Gewonnene PSA-Titel: 2
- Schweizer Meister: 7 Titel (1996, 2000–2005)
- Deutscher Meister: 2001, 2003